# Isidor Ekman

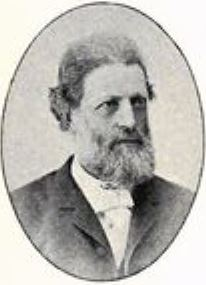
Isidor Ekman.

Isidor Ekman, född 12 maj 1829 i Grangärde socken, Kopparbergs län, död 26 juli 1916, i Hudiksvalls församling, Gävleborgs län, var en svensk läkare. 
Ekman blev student vid Uppsala universitet 1848, medicine kandidat 1856, medicine licentiat 1859 och kirurgie magister 1860. Han var amanuens vid Serafimerlasarettet i Stockholm 1860–1862, lasarettsläkare i Hudiksvall 1862–1881, stadsläkare där 1862–1890 och läkare vid kronohäktet där 1869–1892. Han var ledamot i direktionen för Hudiksvalls länslasarett 1882–1894.